# جسر رويال جورج
جسر رويال جورج، (بالإنجليزية: Royal Gorge Bridge)‏ هو أحد أبرز المعالم السياحية قرب مدينة كانون بولاية كولورادو في الولايات المتحدة الأمريكية. يعتبر أعلى جسر في الولايات المتحدة، وكان الأعلى في العالم بين عامي 1929 و2001. يقطع الجسر وادي رويال جورج فوق نهر أركنساس على ارتفاع 955 قدم (291 متر). يبلغ طوله 1,260 قدم (384 متر) وعرضه 18 قدم (5.5 متر) ويبلغ ارتفاع أبراج الجسر 150 قدم (46 متر). تم بناء الجسر خلال ستة أشهر، بين 5 يونيو 1929، وحتى أواخر نوفمبر 1929، بتكلفة قدرها 350,000 دولار أمريكي. لم يكن بناء هذا الجسر لأغراض النقل؛ بل بني لهدف أن يكون معلم ذات جذب سياحي، وبهذا فهو يعد من أكثر الأماكن زيارة في ولاية كولورادو منذ بنائه. يمتد أسفل الجسر سكة حديدية جنبًا إلى نهر أركنساس.

## معرض الصور

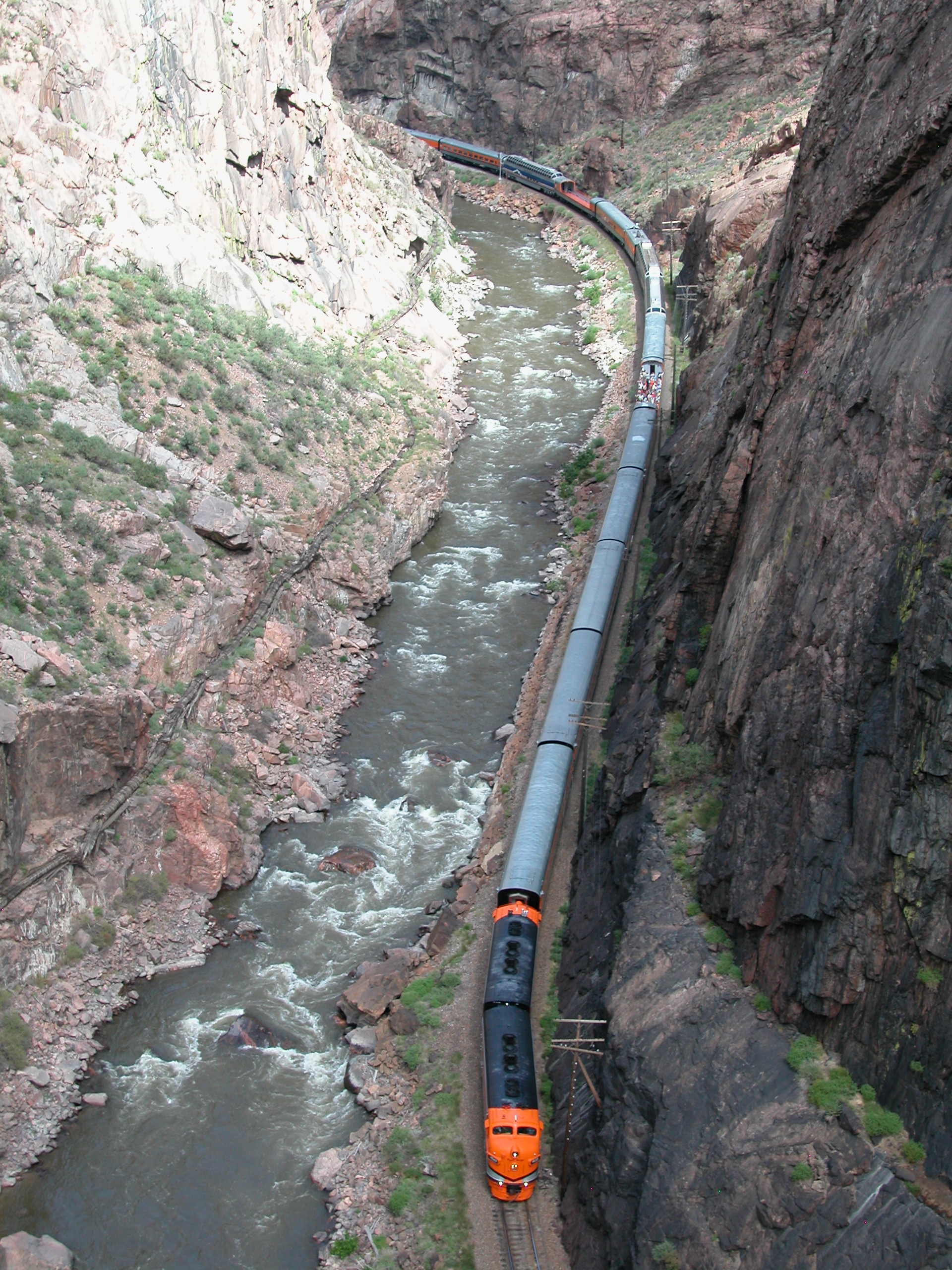
القطار أسفل الجسر
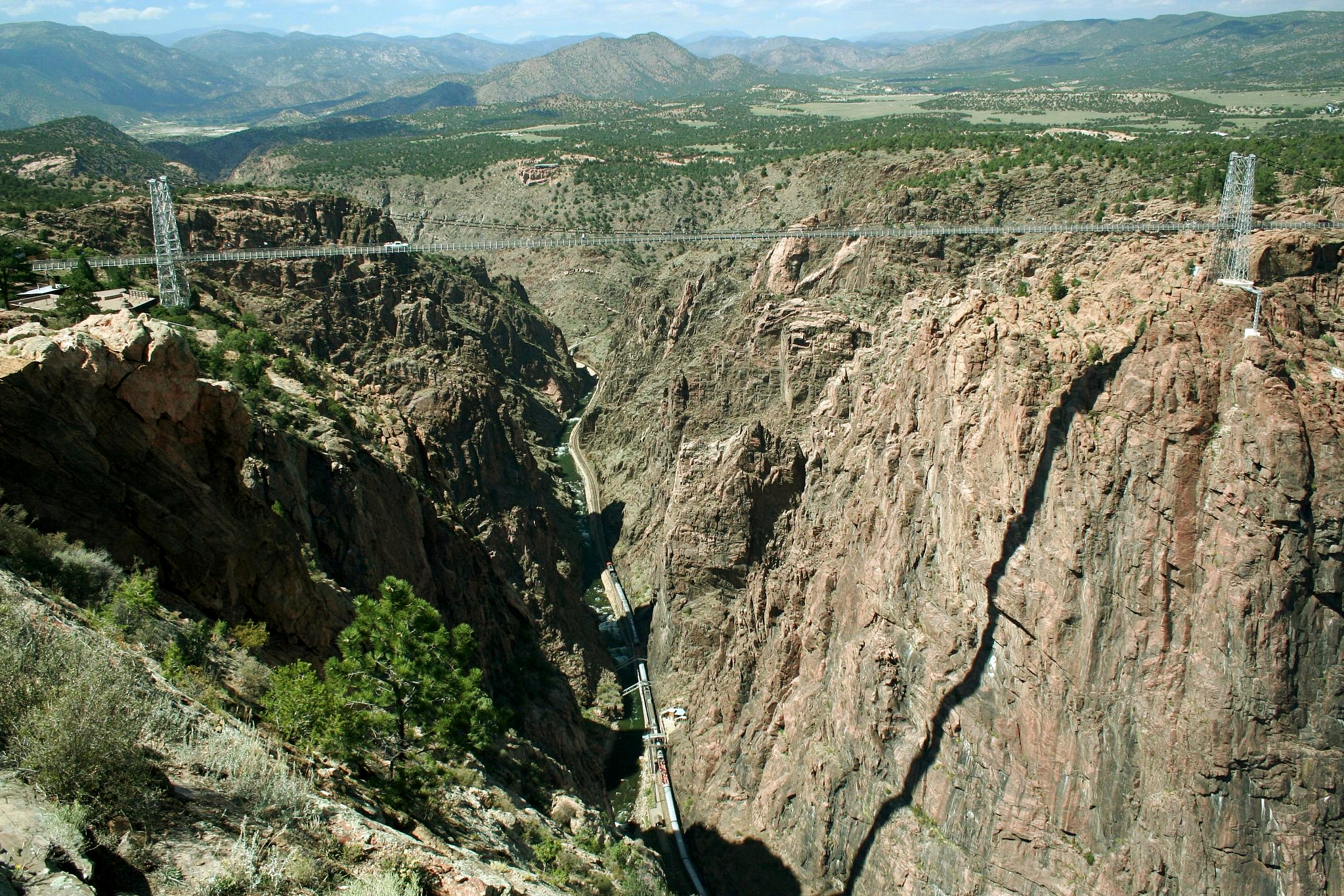
منظر عام للجسر عام 2008